# Archytas dissimilis
Archytas dissimilis là một loài ruồi trong họ Tachinidae.